# シュテファン・カナ
シュテファン・マリアン・カナ（Ștefan Marian Cană, 2000年8月7日 - ）は、ルーマニア・ヤシ県ヘチ出身のサッカー選手。FCポリテフニカ・ヤシ所属。ポジションは、ディフェンダー（センターバック）。

## クラブ歴
2019-20シーズンにリーガ2のFCファルル・コンスタンツァへ期限付き移籍。2019年8月3日に行われたFCラピド・ブカレストとのリーグ開幕戦で途中投入されトップチーム初出場となる。
2020年9月19日にFCSBへ呼び戻される。同月24日にはUEFAヨーロッパリーグ予選のFCスロヴァン・リベレツ戦にスタメン出場し欧州の舞台でデビューするが、前半20分にDOGSOを適用され退場処分となった。
2021年1月3日、FCポリテフニカ・ヤシへシーズン終了まで期限付き移籍となることが発表された。

## 個人成績

### クラブ
2020年7月8日現在
| クラブ                   | シーズン | リーグ   | リーグ | リーグ | カップ | カップ | 合計 | 合計 |
| クラブ                   | シーズン | リーグ   | 出場   | 得点   | 出場   | 得点   | 出場 | 得点 |
| ------------------------ | -------- | -------- | ------ | ------ | ------ | ------ | ---- | ---- |
| ファルル・コンスタンツァ | 2019-20  | リーガII | 18     | 0      | 0      | 0      | 18   | 0    |
| ファルル・コンスタンツァ | 2020-21  | リーガII | 2      | 0      | 0      | 0      | 2    | 0    |
| FCSB                     | 2020-21  | リーガI  | 2      | 0      | 0      | 0      | 2    | 0    |
| 通算                     | 通算     | 通算     | 22     | 0      | 0      | 0      | 22   | 0    |